# Doganica
Doganica (izvirno srbsko Доганица) je naselje v Srbiji, ki upravno spada pod Občino Bosilegrad; slednja pa je del Pčinjskega upravnega okraja.

## Demografija
V naselju živi 44 polnoletnih prebivalcev, pri čemer je njihova povprečna starost 48,6 let (44,0 pri moških in 52,7 pri ženskah). Naselje ima 23 gospodinjstev, pri čemer je povprečno število članov na gospodinjstvo 2,17.
To naselje je v glavnem bolgarsko (glede na popis iz leta 2002).
|  |

| Demografija | Demografija     | Demografija     |
| Leto        | Št. prebivalcev | Št. prebivalcev |
| ----------- | --------------- | --------------- |
|             |                 |                 |
|             |                 |                 |
|             |                 |                 |
|             |                 |                 |
| 1948        | 284             |                 |
| 1953        | 291             |                 |
| 1961        | 262             |                 |
| 1971        | 236             |                 |
| 1981        | 155             |                 |
| 1991        | 80              | 80              |
| 2002        | 50              | 50              |
|             |                 |                 |

| Etnična sestava po popisu iz leta 2002 | Etnična sestava po popisu iz leta 2002 | Etnična sestava po popisu iz leta 2002 | Etnična sestava po popisu iz leta 2002 | Etnična sestava po popisu iz leta 2002 |
| -------------------------------------- | -------------------------------------- | -------------------------------------- | -------------------------------------- | -------------------------------------- |
| Bolgari                                | Bolgari                                |                                        | 44                                     | 88,0%                                  |
| Srbi                                   | Srbi                                   |                                        | 6                                      | 12,0%                                  |
| Neznano                                | Neznano                                |                                        | 0                                      | 0,0%                                   |